# Morze Wandela
Morze Wandela (też jako Morze McKinley) – część Oceanu Arktycznego, rozciągająca się od północno-wschodniej Grenlandii po archipelag Svalbard.
Północne i północno-wschodnie wody morza są stale pokryte lodem.
Nazwa akwenu pochodzi od duńskiego badacza polarnego i hydrografa Carla Frederika Wandela (1843-1930),  odkrywcy tego regionu w 1890 roku.